# João Moura
João António Romão de Moura  ComMAIC  (Monforte, Monforte, 24 de março de 1960) é um cavaleiro tauromáquico.

## Carreira
João Moura despertou para o toureio a cavalo por influência familiar; o seu tio Cláudio Moura era ganadeiro e o pai, João Augusto de Moura, foi equitador de competição e tinha um grande gosto pela atividade tauromaquica, que transmitiu ao filho. 
Tendo-se iniciado a montar a cavalo em criança, com apenas sete anos de idade estreava-se em público, Praça de Toiros de Portalegre, num festejo organizado pelo liceu da mesma cidade, em 1967.
O clássico David Ribeiro Telles, pela suavidade e elegância da lide, e Jose Mestre Baptista, pela sua coragem e pela forma frontal com que abordava os touros, serão por essa altura as suas referencias. 
Demonstrando uma intuição invulgar, três anos depois, a 24 de setembro de 1970, debutou na Monumental do Campo Pequeno, lidando um novilho de Norberto Pedroso, numa corrida benéfica a favor da Liga Portuguesa contra o Cancro; comparte cartel com os mais destacados cavaleiros de então (João Branco Núncio, José Mestre Baptista, Manuel Conde e Luís Miguel da Veiga). 
Numa altura em que já contava cerca de 150 atuações como amador em Portugal, partiu em 1975 para Espanha, onde o público veria nele um verdadeiro fenómeno. Na temporada de 1975 apresentou-se um pouco por todo o país e, por diversas vezes, em parelha com Álvaro Domecq Romero e Manuel Vidrié.
A 27 de maio de 1976 fez a sua apresentação em Las Ventas, Madrid. Montando o célebre Ferrolho, obteve frente a touros da ganadaria João Branco Núncio, Herdeiros o prémio António Cañero, destinado ao cavaleiro triunfador da Feria de San Isidro. Seria a primeira e única vez que o prémio dessa feira taurina (a mais importante do mundo), tocaria a um cavaleiro tão jovem.
Em 1977, alcançando o impressionante número de 83 corridas toureadas e 146 orelhas, o niño Moura é, aos 17 anos, o cavaleiro mais solicitado e premiado da Península Ibérica.
De novo em Portugal, a 11 de junho de 1978, na Monumental Celestino Graça, recebe a alternativa de cavaleiro tauromáquico, sendo seu padrinho David Ribeiro Telles e testemunha Mestre Batista. Em 1979 volta à praça de Santarém para lidar sete toiros em solitário, um deles da mítica ganadaria Miura, que fez o seu debute em Portugal. Em 1981 realiza a sua primeira digressão à América Latina, estreando-se no México e na Colômbia. Em 1994 volta a liderar o escalafón, com a cifra de 64 corridas e 95 orelhas. Em 1998, para comemorar 20 anos de alternativa, volta a lidar seis toiros a solo, desta vez no Campo Pequeno.
Um dos mais célebres toureiros do mundo, no dizer do crítico Vasco Lucas (in João Moura, um caso!!, de José Tello Barradas), João Moura aportou às regras clássicas do toureio a cavalo uma brega envolvente, que oferece ao toiro a garupa ou a espádua do cavalo, ladeia e galopa sem nunca lhe perder a cara, templa ao máximo as investidas até ganhar terreno para inverter a marcha, depois carrega a sorte e reúne em terrenos menos convencionais. Um estilo figurativo que logrou ao cavaleiro alcançar os mais importantes prémios em Portugal e em Espanha, além de ter aberto por nove vezes a Porta Grande da Monumental de Las Ventas, um feito sem igual entre os cavaleiros portugueses. A 20 de Novembro de 1991, o Presidente da República Mário Soares agraciou-o como Comendador da Ordem Civil do Mérito Agrícola, Industrial e Comercial, na Classe Agrícola. Em 1998 a Real Federación Taurina de España atribui-lhe o prémio de Mejor Rejoneador, pela mão do rei Juan Carlos de Espanha.

## Família
É pai de João Moura Júnior e de Miguel Moura, ambos cavaleiros de alternativa.

## Condenação por crime de maus-tratos e abandono de animais
A 19 de fevereiro de 2020 foi detido pela Guarda Nacional Republicana por suspeitas do crime de maus-tratos a animais de companhia. Na sequência dessa detenção foram apreendidos 18 cães de raça Galgo Inglês, subnutridos.
Foi acusado do crime de maus-tratos e abandono de animais. Um dos animais acabou por morrer, pelo que João Moura arriscava até dois anos de prisão.
Com dívidas avultadas ao fisco, o cavaleiro não teria dinheiro para os alimentar. A situação financeira do João Moura é muito complicada. João Moura renegociou com o Fisco uma dívida da ordem do meio milhão de euros e a sua empresa de espectáculos tauromáquicos, Verónicas e Piroetas, chegou a ter mais de 30 processos de execução fiscal e está ainda na lista de devedores ao Fisco no escalão entre 10 mil e 50 mil euros, apesar de ter fechado em 2016.
Em 4 de janeiro de 2022 João Moura foi acusado pelo Ministério Público de 18 crimes de maus-tratos a animais de companhia, um dos quais agravado. O julgamento começou em 18 de setembro de 2023. João Moura optou por não prestar declarações no tribunal, nem aos jornalistas que lá se encontravam.
A 24 de janeiro de 2024, o Tribunal de Portalegre condenou João Moura a uma pena de quatro anos e oito meses de prisão, com execução suspensa. Além disso, o tribunal decretou que João Moura teria de pagar mil euros a três associações de defesa dos animais, ficando ainda proibido de frequentar feiras e corridas de galgos durante três anos e de ter animais de companhia durante cinco. A juíza Maria Rebelo considerou que o cavaleiro tauromáquico inflingiu "de forma permanente" sofrimento aos 18 cães. O advogado António Garcia Pereira, representante da associação SOS Animal e assistente no processo, defendeu que a pena de prisão deveria ter sido efetiva, face "à gravidade, às crueldades e desumanidade" dos factos.